# فكرت عبديتش
فكرت عبديتش (بالبوسنية: Fikret Abdić) هو سياسي ورجل أعمال بوسني، برز عبديتش في وقت مبكر من التسعينات الميلادية خلال الحرب البوسنية، وأعلن بشكل رسمي معارضته للحكومة البوسنية الرسمية، وأنشأ مقاطعة غرب البوسنة المستقلة، وهي مقاطعة صغيرة تقع في الركن الشمالي الغربي من البوسنة والهرسك، وكانت تتألف من بلدة فليكا كلادوشا والقرى المجاورة لها.
كانت هذه المقاطعة التي نشأت عام 1993 وعام 1995 متحالفة مع جيش جمهورية صرب البوسنة، وفي عام 2002 أدين عبديتش بتهمة ارتكاب جرائم حرب ضد البشناق المواليين للحكومة البوسنية آنذاك، وحكم عليه بالسجن 20 عاماً، ثم تم تخفيض العقوبة عنه بعد إجراءات الاستئناف لتصبح 15 عامًا، وكان هذا الحكم قد صدر من قبل المحكمة العليا في كرواتيا، وفي 9 مارس 2012 أطلق سراح عبديتش بعد قضاء ثلثي مدة عقوبته.

## حياته
ولد فكرت عبديتش في قرية دونيا فيدوسكا التابعة لمقاطعة فيليكا كلادوسا في مملكة يوغسلافيا في 29 أيلول 1939، قبل اندلاع الحرب البوسنية كان عبديتش يعمل مديرًا لشركة اغروكوميرتش، وهي شركة تقع في مقاطعة فيليكا كلادوسا، وكانت عبارة عن شركة تعاونية زراعية يعمل به أكثر من 13,000 عامل، غيرت هذه الشركة شكل مقاطعة فيليكا كلادوسا من منطقة تعاني من الفقر إلى قوة إقليمية في البوسنة، وهو ما أدى بالسكان المحليين في فيليكا كلادوسا لتسمية عبديتش باسم بابو (أبي)، وأصبحت الشركة تحضى بدعم سياسي قوي ومؤثر من هاكيا بوزدريتش.
في أواخر عام 1987 وجد عبديتش نفسه قابعًا في السجن بسبب مخالفات مالية، وبعد خروجه من السجن وقال انه اتخذ قرارًا سياسيًا بالانضمام لحزب العمل الديمقراطي، وخاض معركة رئاسة البوسنة والهرسك في انتخابات عام 1990، وبموجب الدستور سابقا، اختار الناخبون سبعة أعضاء للرئاسة، اثنين من البوشناق، واثنين من الصرب واثنين من الكروات، وواحد من اليوغوسلافي، فاز عبديتش بالمركز الأول بين أصوات البوشناق، وبأصوات أكثر من علي عزت بيغوفيتش ولكن لم يتقلد أي من الوظائف العليا لأسباب لا تزال غامضة.
ذكر بيجوفيتش في كتابه «سيرة ذاتيه وأسئلة لا مفر منها» أنه قد جرى انتخابه رئيساً لمجلس الرئاسة البوسنية من الجلسة التأسيسية للمجلس، وذلك بناءً على اتفاقٍ بين الأحزاب الفائزة بالانتخابات. (سيرة ذاتية وأسئلة لا مفر منها. ص121 طبعة دار الفكر).

## الحرب البوسنية
عندما اندلعت الحرب البوسنية، ظَلّ عبديتش لفترة وجيزة في العاصمة سراييفو آملًا في تولي الرئاسة بعد علي عزت بيغوفيتش الذي كان قد اعتقل من قبل الجيش الشعبي اليوغوسلافي، وبعد بضعة أشهر قرر عبديتش العودة إلى بيخاتش وقيادة السكان المحليين هناك، وكان لعبديتش علاقات مع كل من بلغراد وزغرب، ما أدى به لمعارضة حكومة علي عزت بيغوفيتش، وشكل مقاطعة غرب البوسنة المستقلة، ووقع اتفاقات سلام مع الكروات في 14 سبتمبر 1993، ومع القادة الصرب في 22 أكتوبر 1993، ثم قام عبديتش بإنشاء معسكرات للاعتقال للسكان البوسنيين الموالين للحكومة، تعرض المعتقلين في هذه المعسكرات للقتل والتعذيب والاعتداءات الجنسية والضرب والمعاملة القاسية واللاإنسانية، وبالإضافة إلى قوات فكرت عبديتش شاركت وحدة شبه عسكرية من صربيا والمعروفة باسم العقارب في جرائم الحرب على البوشناق.
عندما حولت الحكومة البوسنية الفيلق الخامس في جيش جمهورية البوسنة والهرسك، ومقره في الجزء الجنوبي من جيب بيهاتش لإنهاء وجود مقاطعة غرب البوسنة المستقلة، قاد عبديتش جيشا تم توفيره وتدريبه وتمويله من قبل جيش جمهورية صربسكا لقتال جيش جمهورية البوسنة والهرسك والبوشناق الموالين لعلي عزت بيغوفيتش، وفي شهر أغسطس عام 1995 أنهى هجوم جيش جمهورية البوسنة والهرسك انفصال مقاطعة غرب البوسنة المستقلة، مما اضطر بعبديتش إلى الهرب إلى كرواتيا.

## بعد الحرب
بعد أن انتهت الحرب كان عبديتش قد تقدم بطلب حق اللجوء السياسي والمواطنة إلى الرئيس الكرواتي فرانيو تودجمان، وعاش بالقرب رييكا، ثم قامت حكومة البوسنة والهرسك باتهامه بقتل 121 مدنيا وثلاثة أسرى حرب وجرح 400 من المدنيين في بيهاتش، ولكن كرواتيا رفضت هذه التهمة ولم تستجب لمطالب الحكومة البوسنية، بعد وفاة تودجمان في عام 1999، تم تغيير الحكومة في كرواتيا في العام التالي، واعتقلت السلطات الكرواتية عبديتش، وفي عام 2002 حكم عليه بالسجن لمدة 20 عاما لارتكابه جرائم حرب في منطقة جيب بيهاتش، وفي عام 2005 خفضت المحكمة العليا الكرواتية الحكم إلى 15 عاما، ثم أطلق سراحه في 8 مارس 2012، بعد أن أمضى 10 من اجمالي مدة الحكم .

## روابط خارجية
- فكرت عبديتش على موقع مونزينجر (الألمانية)